# Osowa (Zbydniów)
Osowa – część wsi Zbydniów w Polsce położona w województwie małopolskim, w powiecie bocheńskim, w gminie Łapanów.
W latach 1975–1998 Osowa  należała administracyjnie do województwa tarnowskiego.